# Liga dos Campeões da OFC de 2018
A Liga dos Campeões da OFC de 2018 foi a 17.ª edição do torneio. O campeão representou a Oceania na Copa do Mundo de Clubes da FIFA de 2018.

## Mudança no formato
Para esta edição do torneio, a fase de quartas de final será introduzida. Desta forma, os dois mais bem colocados de cada grupo (ao invés de somente o primeiro colocado de cada grupo) da fase de grupos avançam a fase final.

## Equipes classificadas
Um total de 18 equipes de todas as 11 associações da OFC disputam a competição.
- As sete associações desenvolvidas (Fiji, Ilhas Salomão, Nova Caledônia, Nova Zelândia, Papua-Nova Guiné, Taiti e Vanuatu) tem duas vagas cada na fase de grupos.
- As quatro associações em desenvolvimento (Ilhas Cook, Samoa, Samoa Americana e Tonga) tem uma vaga cada na fase preliminar com o vencedor e o segundo colocado avançando a fase de grupos.

| Associação                          | Time                               | Método de qualificação                                                   |
| Times que entram na fase de grupos  | Times que entram na fase de grupos | Times que entram na fase de grupos                                       |
| ----------------------------------- | ---------------------------------- | ------------------------------------------------------------------------ |
| Fiji                                | Lautoka                            | Campeão – Campeonato Fijiano de Futebol de 2017                          |
| Fiji                                | Ba                                 | Vice-campeão – Campeonato Fijiano de Futebol de 2017                     |
| Ilhas Salomão                       | Solomon Warriors                   | Campeão – Campeonato Salomonense de Futebol de 2017                      |
| Ilhas Salomão                       | Marist                             | Vice-campeão – Campeonato Salomonense de Futebol de 2017                 |
| Nova Caledônia                      | Magenta                            | Campeão – Campeonato Neocaledônio de Futebol de 2016                     |
| Nova Caledônia                      | Lössi                              | Vice-campeão – Campeonato Neocaledônio de Futebol de 2016                |
| Nova Zelândia                       | Team Wellington                    | Campeão – Campeonato Neozelandês de Futebol Grand Final de 2016–17       |
| Nova Zelândia                       | Auckland City                      | Campeão – Campeonato Neozelandês de Futebol temporada regular de 2016–17 |
| Papua-Nova Guiné                    | Lae City Dwellers                  | Campeão – Campeonato Papuásio de Futebol de 2017                         |
| Papua-Nova Guiné                    | Madang                             | Vice-campeão – Campeonato Papuásio de Futebol de 2017                    |
| Taiti                               | Dragon                             | Campeão – Campeonato Taitiano de Futebol de 2016–17                      |
| Taiti                               | Vénus                              | Vice-campeão – Campeonato Taitiano de Futebol de 2016–17                 |
| Vanuatu                             | Nalkutan                           | Campeão – Campeonato Vanuatuano de Futebol de 2017                       |
| Vanuatu                             | Erakor Golden Star                 | Vice-campeão – Campeonato Vanuatuano de Futebol de 2017                  |
| Times que entram na fase preliminar |                                    |                                                                          |
| Ilhas Cook                          | Tupapa Maraerenga                  | Campeão – Campeonato Cookense de Futebol de 2017                         |
| Samoa                               | Lupe o le Soaga                    | Campeão – Campeonato Samoano de Futebol de 2017                          |
| Samoa Americana                     | Pago Youth                         | Campeão – Campeonato Nacional de Futebol de Samoa Americana de 2016      |
| Tonga                               | Veitongo                           | Campeão – Campeonato Tonganês de Futebol de 2017                         |

## Sorteio
O sorteio para a fase preliminar e a fase de grupos foi realizado em 15 de setembro de 2017 na sede da OFC em Auckland na Nova Zelândia.
| Pote A                                                        |
| ------------------------------------------------------------- |
| - Tupapa Maraerenga - Lupe o le Soaga - Pago Youth - Veitongo |

| Pote B | Pote C |
| --- | --- |
| - Lautoka - Magenta - Team Wellington - Lae City Dwellers - Solomon Warriors - Dragon - Nalkutan - Auckland City | - Ba - Lössi - Madang - Marist - Vénus - Erakor Golden Star - Vencedor fase preliminar - Segundo lugar fase preliminar |

## Calendário
O calendário da competição é o seguinte:
| Fase             | Data do sorteio                                    | Datas das partidas |
| ---------------- | -------------------------------------------------- | --- |
| Fase preliminar  | 15 de setembro de 2017 · (Auckland, Nova Zelândia) | 20–26 de janeiro |
| Fase de grupos   | 15 de setembro de 2017 · (Auckland, Nova Zelândia) | - Grupo A: 10–16 de fevereiro - Grupo B: 11–17 de fevereiro - Grupo C: 25 de fevereiro – 3 de março - Grupo D: 24 de fevereiro – 2 de março |
| Quartas de final | 5 de março · (Auckland, Nova Zelândia)             | 7–8 de abril |
| Semifinais       | 5 de março · (Auckland, Nova Zelândia)             | - Partida de ida: 22 de abril - Partida de volta: 29 de abril                                                                               |
| Final            | 5 de março · (Auckland, Nova Zelândia)             | - Partida de ida: 12–13 de maio - Partida de volta: 19–20 de maio                                                                           |

## Fase preliminar
As partidas desta fase foram disputadas entre os dias 20 e 26 de janeiro em Pago Pago na Samoa Americana. Todas as partidas seguem o fuso horário local (UTC−11).
| Pos. | Equipe            | Pts | J | V | E | D | GP | GC | SG  |
| ---- | ----------------- | --- | - | - | - | - | -- | -- | --- |
| 1    | Tupapa Maraerenga | 9   | 3 | 3 | 0 | 0 | 15 | 2  | +13 |
| 2    | Lupe o le Soaga   | 6   | 3 | 2 | 0 | 1 | 19 | 2  | +17 |
| 3    | Veitongo          | 1   | 3 | 0 | 1 | 2 | 3  | 16 | –3  |
| 4    | Pago Youth        | 1   | 3 | 0 | 1 | 2 | 2  | 19 | –17 |

| 20 de janeiro | Tupapa Maraerenga | 1 – 0     | Lupe o le Soaga | Pago Park Soccer Stadium, Pago Pago        |
| 12:00         | Latimer 74' (pen) | Relatório |                 | Público: 300 Árbitro: PNG David Yareboinen |

| 20 de janeiro | Veitongo       | 1 – 1     | Pago Youth | Pago Park Soccer Stadium, Pago Pago  |
| 15:00         | S. Uhatahi 90' | Relatório | Silao 28'  | Público: 400 Árbitro: FIJ Veer Singh |

| 23 de janeiro | Veitongo                  | 2 – 9     | Tupapa Maraerenga                                                               | Pago Park Soccer Stadium, Pago Pago    |
| 12:00         | Lutu 35' (pen), 90' (pen) | Relatório | Latimer 12', 22', 81' · Bonsu-Maro 45', 55', 90' · Fowler 45', 90' · Harmon 67' | Público: 150 Árbitro: NZL Peter Linney |

| 23 de janeiro | Pago Youth | 1 – 13    | Lupe o le Soaga | Pago Park Soccer Stadium, Pago Pago  |
| 15:00         | Ledoux 30' | Relatório | Toni 9', 25' · Ataga 15', 34', 40', 48', 85' · Ah Kuoi 42' · Malo 55' · Ataga Laloata 69', 90' · Kerewi 71' · Fifi'i 75' | Público: 200 Árbitro: SOL Ben Aukwai |

| 26 de janeiro | Lupe o le Soaga                                                       | 6 – 0     | Veitongo | Pago Park Soccer Stadium, Pago Pago  |
| 12:00         | Vagaia 30', 39' · Ataga 38' · Setefano 45' · Alatina Talilai 54', 84' | Relatório |          | Público: 200 Árbitro: SOL Ben Aukwai |

| 26 de janeiro | Pago Youth | 0 – 5     | Tupapa Maraerenga                                      | Pago Park Soccer Stadium, Pago Pago        |
| 15:00         |            | Relatório | Bonsu-Maro 7', 59' · Strickland 12', 62' · Latimer 79' | Público: 200 Árbitro: PNG David Yareboinen |

## Fase de grupos
Na fase de grupos todas as quatro equipes jogam no formato todos contra todos com o primeiro e o segundo colocado de cada grupo avançando as quartas de final.
| Legenda | Legenda                    |
| ------- | -------------------------- |
|         | Classificados à fase final |
|         | Eliminados                 |

### Grupo A
As partidas deste grupo foram disputadas entre os dias 10 e 16 de fevereiro em Vanuatu. Todas as partidas seguem o fuso horário (UTC+11).
| Pos. | Equipe            | Pts | J | V | E | D | GP | GC | SG  |
| ---- | ----------------- | --- | - | - | - | - | -- | -- | --- |
| 1    | Nalkutan          | 9   | 3 | 3 | 0 | 0 | 9  | 1  | +8  |
| 2    | Lae City Dwellers | 6   | 3 | 2 | 0 | 1 | 9  | 6  | +3  |
| 3    | Ba                | 3   | 3 | 1 | 0 | 2 | 4  | 3  | +1  |
| 4    | Tupapa Maraerenga | 0   | 3 | 0 | 0 | 3 | 3  | 15 | –12 |

| 10 de fevereiro | Tupapa Maraerenga                  | 2 – 7     | Lae City Dwellers                                               | Estádio Korman, Port Vila                 |
| 14:00           | Latimer 45' (pen) · Bonsu-Maro 90' | Relatório | Dabinyaba 10', 64' · R. Gunemba 15', 63', 71', 82' · Tanito 34' | Público: 1 000 Árbitro: TAH Kader Zitouni |

| 10 de fevereiro | Nalkutan       | 1 – 0     | Ba | Estádio Korman, Port Vila                  |
| 17:00           | Naka 65' (pen) | Relatório |    | Público: 4 000 Árbitro: NCL Médéric Lacour |

| 13 de fevereiro | Lae City Dwellers | 1 – 0     | Ba | Estádio Korman, Port Vila               |
| 14:00           | Tanito 63'        | Relatório |    | Público: 1 000 Árbitro: SOL George Time |

| 13 de fevereiro | Tupapa Maraerenga | 0 – 4     | Nalkutan                                        | Estádio Korman, Port Vila                  |
| 17:00           |                   | Relatório | Soromon 16' · Naka 59' · Coulon 65' · Lenga 87' | Público: 2 000 Árbitro: NZL Matthew Conger |

| 16 de fevereiro | Ba                              | 4 – 1     | Tupapa Maraerenga | Estádio Korman, Port Vila              |
| 14:00           | Nabenia 24', 31', 53' · Rao 85' | Relatório | Latimer 76'       | Público: 1 000 Árbitro: SOL Ben Aukwai |

| 16 de fevereiro | Lae City Dwellers | 1 – 4     | Nalkutan                             | Estádio Korman, Port Vila                  |
| 17:00           | Dabinyaba 64'     | Relatório | Soromon 47', 58', 90' · Manuriki 59' | Público: 3 200 Árbitro: NZL Matthew Conger |

### Grupo B
As partidas deste grupo foram disputadas entre os dias 11 e 17 de fevereiro no Taiti. Todas as partidas seguem o fuso horário (UTC−10).
| Pos. | Equipe             | Pts | J | V | E | D | GP | GC | SG |
| ---- | ------------------ | --- | - | - | - | - | -- | -- | -- |
| 1    | Dragon             | 6   | 3 | 2 | 0 | 1 | 9  | 5  | +4 |
| 2    | Solomon Warriors   | 6   | 3 | 2 | 0 | 1 | 8  | 4  | +4 |
| 3    | Erakor Golden Star | 4   | 3 | 1 | 1 | 1 | 7  | 6  | +1 |
| 4    | Lössi              | 1   | 3 | 0 | 1 | 2 | 3  | 12 | –9 |

| 11 de fevereiro | Erakor Golden Star           | 2 – 0     | Solomon Warriors | Stade Pater, Pirae                              |
| 15:00           | Mansale 66' · T. Kaltack 67' | Relatório |                  | Público: 1 234 Árbitro: NZL Campbell-Kirk Waugh |

| 11 de fevereiro | Dragon                                        | 4 – 0     | Lössi | Stade Pater, Pirae                       |
| 18:00           | Tetauira 47', 78' · Lemaître 72' · Tze-Yu 90' | Relatório |       | Público: 1 234 Árbitro: NZL Nick Waldron |

| 14 de fevereiro | Solomon Warriors                                | 6 – 1     | Lössi        | Stade Pater, Pirae                      |
| 15:00           | Tangis 2', 40' · Feni 31', 78', 90' · Alick 45' | Relatório | Mathelon 73' | Público: 602 Árbitro: TGA Sione Lelenga |

| 14 de fevereiro | Erakor Golden Star                                      | 3 – 4     | Dragon                                                 | Stade Pater, Pirae                     |
| 18:00           | Wanemut 15' (pen) · Molivakarua 46' · Meriel 84' (g.c.) | Relatório | Lemaître 11' · Seino 58' · Tetauira 90+2' (pen), 90+5' | Público: 602 Árbitro: NZL Nick Waldron |

| 17 de fevereiro | Lössi                     | 2 – 2     | Erakor Golden Star      | Stade Pater, Pirae                       |
| 15:00           | Wamowe 29' · Wanapopo 39' | Relatório | Daniel 3' · Mansale 51' | Público: 1 507 Árbitro: NZL Peter Linney |

| 17 de fevereiro | Solomon Warriors             | 2 – 1     | Dragon     | Stade Pater, Pirae                              |
| 18:00           | Tangis 22' · Molea 83' (pen) | Relatório | Tze-Yu 77' | Público: 1 507 Árbitro: NZL Campbell-Kirk Waugh |

### Grupo C
As partidas deste grupo serão disputadas entre os dias 25 de fevereiro e 3 de março na Nova Zelândia. Todas as partidas seguem o fuso horário (UTC+13).
| Pos. | Equipe        | Pts | J | V | E | D | GP | GC | SG  |
| ---- | ------------- | --- | - | - | - | - | -- | -- | --- |
| 1    | Auckland City | 9   | 3 | 3 | 0 | 0 | 13 | 0  | +13 |
| 2    | Lautoka       | 6   | 3 | 2 | 0 | 1 | 5  | 3  | +2  |
| 3    | Vénus         | 3   | 3 | 1 | 0 | 2 | 3  | 10 | –7  |
| 4    | Madang        | 0   | 3 | 0 | 0 | 3 | 2  | 10 | –8  |

| 25 de fevereiro | Lautoka                                     | 3 – 1     | Madang     | The Trusts Arena, Auckland              |
| 13:00           | Totori 21' · Chettleburgh 32' · Kaltack 77' | Relatório | Pulung 40' | Público: 250 Árbitro: SOL Hamilton Siau |

| 25 de fevereiro | Vénus | 0 – 7     | Auckland City                                                                    | The Trusts Arena, Auckland               |
| 16:00           |       | Relatório | Tade 7', 36' (pen), 75' · Drake 37' · Lea'alafa 44' · McCowatt 60' · Wilkins 66' | Público: 250 Árbitro: NCL Médéric Lacour |

| 28 de fevereiro | Vénus       | 1 – 2     | Lautoka           | The Trusts Arena, Auckland             |
| 13:00           | R. Tehau 4' | Relatório | Drudru 62', 90+2' | Público: 250 Árbitro: VAN Joel Hopkken |

| 28 de fevereiro | Auckland City                                             | 5 – 0     | Madang | The Trusts Arena, Auckland            |
| 16:00           | Morgan 13' · McCowatt 17' · Tade 74', 87' · Wilkins 90+3' | Relatório |        | Público: 200 Árbitro: SOL George Time |

| 3 de março | Madang         | 1 – 2     | Vénus               | The Trusts Arena, Auckland            |
| 13:00      | Hans 29' (pen) | Relatório | T. Tehau 12', 90+1' | Público: 50 Árbitro: VAN Joel Hopkken |

| 3 de março | Auckland City | 1 – 0     | Lautoka | The Trusts Arena, Auckland               |
| 16:00      | Tade 70'      | Relatório |         | Público: 750 Árbitro: NCL Médéric Lacour |

### Grupo D
As partidas deste grupo foram disputadas entre os dias 24 de fevereiro e 2 de março nas Ilhas Salomão. Todas as partidas seguem o fuso horário (UTC+11).
| Pos. | Equipe          | Pts | J | V | E | D | GP | GC | SG  |
| ---- | --------------- | --- | - | - | - | - | -- | -- | --- |
| 1    | Team Wellington | 7   | 3 | 2 | 1 | 0 | 13 | 3  | +10 |
| 2    | Marist          | 5   | 3 | 1 | 2 | 0 | 5  | 3  | +2  |
| 3    | Magenta         | 4   | 3 | 1 | 1 | 1 | 4  | 6  | –2  |
| 4    | Lupe o le Soaga | 0   | 3 | 0 | 0 | 3 | 2  | 12 | –10 |

| 24 de fevereiro | Magenta              | 2 – 0     | Lupe o le Soaga | Estádio Lawson Tama, Honiara               |
| 13:00           | Sele 25' · Ounei 38' | Relatório |                 | Público: 8 000 Árbitro: VAN Robinson Banga |

| 24 de fevereiro | Marist    | 1 – 1     | Team Wellington | Estádio Lawson Tama, Honiara                |
| 16:00           | Iniga 37' | Relatório | Kilkolly 85'    | Público: 12 000 Árbitro: TAH Norbert Hauata |

| 27 de fevereiro | Team Wellington                                                                             | 7 – 1     | Lupe o le Soaga | Estádio Lawson Tama, Honiara               |
| 13:00           | Schrijvers 2' · Allen 24', 31' (pen), 68' · Sinclair 41' · Mulholland 79' · Hailemariam 87' | Relatório | Toni 60' (pen)  | Público: 3 000 Árbitro: TAH Averii Jacques |

| 27 de fevereiro | Marist  | 1 – 1     | Magenta    | Estádio Lawson Tama, Honiara              |
| 16:00           | Boso 5' | Relatório | Athale 11' | Público: 7 500 Árbitro: TAH Kader Zitouni |

| 2 de março | Team Wellington                                                     | 5 – 1     | Magenta  | Estádio Lawson Tama, Honiara               |
| 13:00      | Allen 32', 66' (pen) · Molloy 54' · Watson 76' (pen) · Kilkolly 88' | Relatório | Sele 10' | Público: 2 600 Árbitro: TAH Norbert Hauata |

| 2 de março | Lupe o le Soaga | 1 – 3     | Marist                   | Estádio Lawson Tama, Honiara                 |
| 16:00      | Toni 53'        | Relatório | Iani 45', 63' · Kaua 85' | Público: 5 500 Árbitro: PNG David Yareboinen |

## Fase final
Um sorteio foi realizado em 5 de março para definir os confrontos das fase finais. As quartas de final serão disputadas em somente uma partida enquanto as semifinais e a final serão disputadas em partidas de ida e volta.

### Chaveamento
|  | Quartas-de-final  | Quartas-de-final |   |                      | Semifinais       | Semifinais       | Semifinais       | Semifinais       |  |                 | Final | Final | Final | Final |  |  |
|  |                   |                  |   |                      | 22 – 29 de abril | 22 – 29 de abril | 22 – 29 de abril | 22 – 29 de abril |  |                 | maio  | maio  | maio  | maio  |  |  |
|  |                   |                  |   |                      |                  |                  |                  |                  |  |                 |       |       |       |       |  |  |
|  | Team Wellington   | 11               |   |                      |                  |                  |                  |                  |  |                 |       |       |       |       |  |  |
|  | Lae City Dwellers | 0                |   |                      |                  |                  |                  |                  |  |                 |       |       |       |       |  |  |
|  | Lae City Dwellers | 0                |   | Team Wellington (gf) | 0                | 2                | 2                |                  |  |                 |       |       |       |       |  |  |
|  |                   |                  |   | Team Wellington (gf) | 0                | 2                | 2                |                  |  |                 |       |       |       |       |  |  |
|  |                   | Auckland City    | 0 | 2                    | 2                |                  |                  |                  |  |                 |       |       |       |       |  |  |
|  | Auckland City     | Auckland City    | 0 | 2                    | 2                | 2                |                  |                  |  |                 |       |       |       |       |  |  |
|  | Auckland City     |                  |   |                      |                  | 2                |                  |                  |  |                 |       |       |       |       |  |  |
|  | Solomon Warriors  | 0                |   |                      |                  |                  |                  |                  |  |                 |       |       |       |       |  |  |
|  | Solomon Warriors  | 0                |   |                      |                  |                  |                  |                  |  | Team Wellington | 6     | 4     | 10    |       |  |  |
|  |                   |                  |   |                      |                  |                  |                  |                  |  | Team Wellington | 6     | 4     | 10    |       |  |  |
|  |                   | Lautoka          | 0 | 3                    | 3                |                  |                  |                  |  |                 |       |       |       |       |  |  |
|  | Dragon            | Lautoka          | 0 | 3                    | 3                | 1                |                  |                  |  |                 |       |       |       |       |  |  |
|  | Dragon            |                  |   |                      |                  | 1                |                  |                  |  |                 |       |       |       |       |  |  |
|  | Lautoka           | 2                |   |                      |                  |                  |                  |                  |  |                 |       |       |       |       |  |  |
|  | Lautoka           | 2                |   | Lautoka              | 1                | 1                | 2                |                  |  |                 |       |       |       |       |  |  |
|  |                   |                  |   | Lautoka              | 1                | 1                | 2                |                  |  |                 |       |       |       |       |  |  |
|  |                   | Marist           | 1 | 0                    | 1                |                  |                  |                  |  |                 |       |       |       |       |  |  |
|  | Nalkutan          | Marist           | 1 | 0                    | 1                | 1                |                  |                  |  |                 |       |       |       |       |  |  |
|  | Nalkutan          |                  |   |                      |                  | 1                |                  |                  |  |                 |       |       |       |       |  |  |
|  | Marist            | 2                |   |                      |                  |                  |                  |                  |  |                 |       |       |       |       |  |  |

### Quartas de final
Nas quartas de final, os vencedores de cada grupo enfrentam os segundo colocados de outro grupo (equipes do mesmo grupo não podem se enfrentar), com as partidas sendo definidas por sorteio realizado em 5 de março, com os vencedores do grupo sediando a partida.
| Equipe 1        | Resultado | Equipe 2          |
| --------------- | --------- | ----------------- |
| Team Wellington | 11–0      | Lae City Dwellers |
| Auckland City   | 2–0       | Solomon Warriors  |
| Dragon          | 1–2       | Lautoka           |
| Nalkutan        | 1–2       | Marist            |

| 7 de abril     | Team Wellington                                                                                                | 11 – 0    | Lae City Dwellers | David Farrington Park, Wellington       |
| 14:00 (UTC+12) | Hailemariam 6', 14', 43' · Hilliar 17' · Kilkolly 39', 40', 46', 90+1' · Bevin 57' · Gulley 68' · Barcia 90+3' | Relatório |                   | Público: 200 Árbitro: TAH Kader Zitouni |

| 7 de abril     | Nalkutan | 1 – 2     | Marist                 | Estádio Korman, Port Vila                       |
| 16:00 (UTC+11) | Kalo 50' | Relatório | Iniga 25' · Tome 45+3' | Público: 5 000 Árbitro: NZL Campbell Kirk-Waugh |

| 8 de abril     | Auckland City            | 2 – 0     | Solomon Warriors | Kiwitea Street, Auckland                 |
| 14:00 (UTC+12) | Tade 20' · Lea'alafa 56' | Relatório |                  | Público: 350 Árbitro: TAH Norbert Hauata |

| 7 de abril     | Dragon       | 1 – 2     | Lautoka                 | Stade Pater, Pirae                       |
| 20:00 (UTC−10) | Tetauira 43' | Relatório | Naidu 27' · Kaltack 89' | Público: 3 000 Árbitro: VAN Joel Hopkken |

### Semifinais
| Equipe 1        | Total    | Equipe 2      | 1.º jogo | 2.º jogo |
| --------------- | -------- | ------------- | -------- | -------- |
| Lautoka         | 2–1      | Marist        | 1–1      | 1–0      |
| Team Wellington | 2–2 (gf) | Auckland City | 0–0      | 2–2      |

#### Partidas de ida
| 22 de abril    | Team Wellington | 0 – 0     | Auckland City | David Farrington Park, Wellington        |
| 13:00 (UTC+12) |                 | Relatório |               | Público: 900 Árbitro: NCL Médéric Lacour |

| 22 de abril    | Lautoka         | 1 – 1     | Marist   | Estádio Churchill Park, Lautoka                 |
| 15:00 (UTC+12) | Vakatalesau 49' | Relatório | Tome 36' | Público: 4 500 Árbitro: NZL Campbell Kirk-Waugh |

#### Partidas de volta
| 29 de abril    | Auckland City                   | 2 – 2     | Team Wellington                 | Kiwitea Street, Auckland               |
| 12:30 (UTC+12) | Tade 76' · Hilliar 90+7' (g.c.) | Relatório | Molloy 37' · Kilkolly 42' (pen) | Público: 500 Árbitro: NZL Nick Waldron |

2–2 no placar agregado. Team Wellington venceu pela regra do gol fora de casa.
| 29 de abril    | Marist | 0 – 1     | Lautoka   | Estádio Lawson Tama, Honiara               |
| 14:30 (UTC+11) |        | Relatório | Naidu 64' | Público: 14 000 Árbitro: TAH Kader Zitouni |

Lautoka venceu por 2–1 no placar agregado.

### Final
| Equipe 1 | Total | Equipe 2        | 1.º jogo | 2.º jogo |
| -------- | ----- | --------------- | -------- | -------- |
| Lautoka  | 3–10  | Team Wellington | 0–6      | 3–4      |

#### Partida de ida
| 13 de maio     | Team Wellington                                                         | 6 – 0     | Lautoka | David Farrington Park, Wellington         |
| 14:00 (UTC+12) | Allen 16' · Bevin 61' · Barcia 63' · Sinclair 57', 71' · Schrijvers 84' | Relatório |         | Público: 1 200 Árbitro: TAH Kader Zitouni |

#### Partida de volta
| 20 de maio     | Lautoka                   | 3 – 4     | Team Wellington                                            | Estádio Churchill Park, Lautoka            |
| 14:00 (UTC+12) | Totori 52', 84' · Ali 82' | Relatório | Radrigai 10' (g.c.) · Ilich 32' · Allen 51' · Kilkolly 88' | Público: 1 000 Árbitro: TAH Norbert Hauata |

## Premiação
| Liga dos Campeões da OFC de 2018     |
| Nova Zelândia                        |
| ------------------------------------ |
| Team Wellington Campeão (1.º título) |